# Anglomania

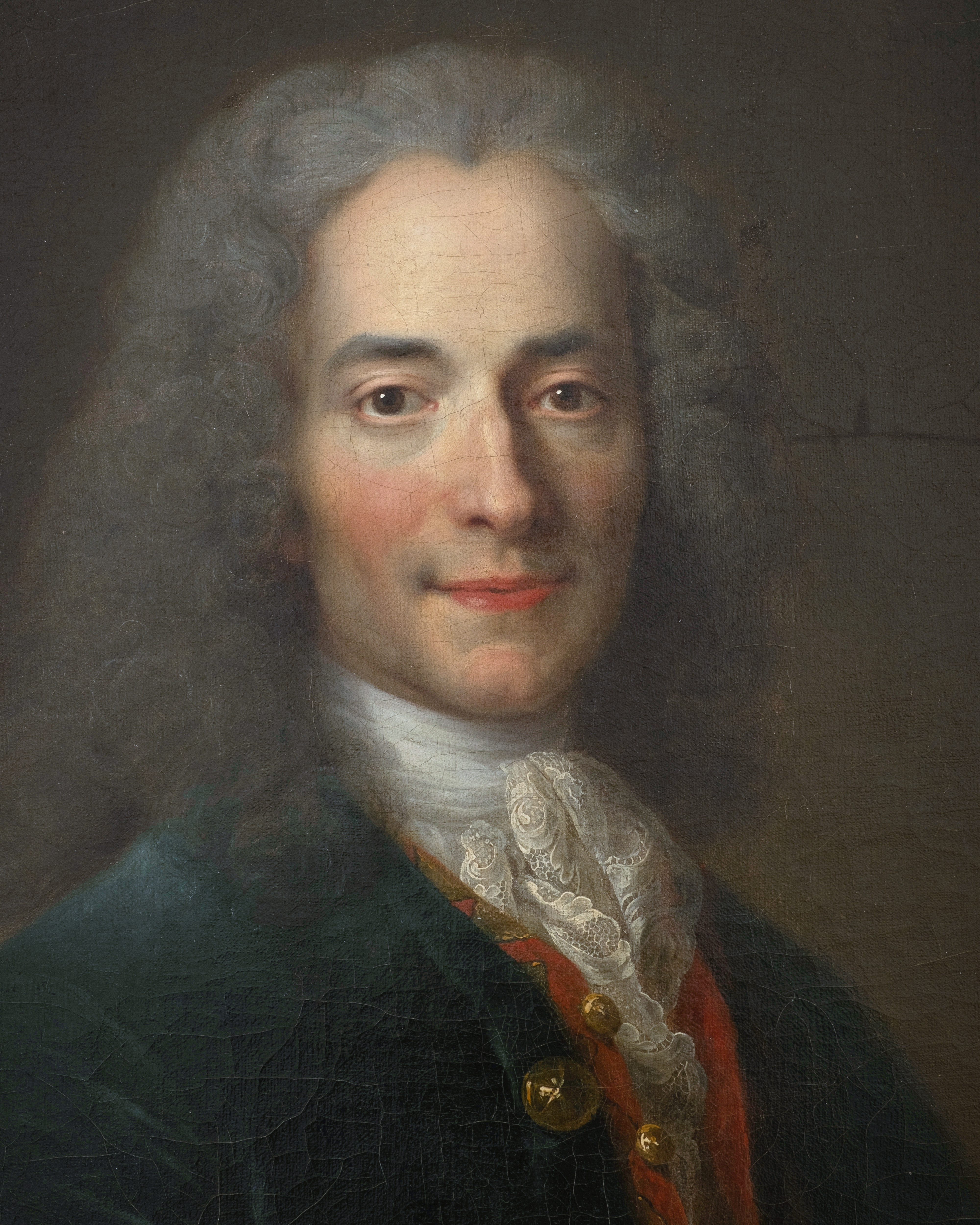
Voltaire

Anglomania (anglomanie) – objawiająca się w bezgranicznym uwielbieniu wszystkiego co angielskie, zwłaszcza angielskiego ustroju. Była to częsta postawa wśród francuskich les philosophes XVIII wieku. Prym wśród anglomaniaków wiódł Voltaire. Louis de Jaucourt – dobrze znający anglików członek Royal Society był bardziej sceptyczny i nieraz krytykował tą niepatriotyczną postawę.
Zjawiskiem tym zajmują się francuscy historycy Claude Bruneteau i Bernard Cottret.

## Anglomani
- Voltaire
- Armand Louis de Gontaut, książę de Lauzun
- Louis Philippe d'Orléans (1747-1793), książę de Chartres
- Louis-Léon de Brancas, kiażę de Lauraguais
- marquis de Brunoy, syn Jean Pâris'a
- Raymond Aron